# Charles C. Krulak
Charles C. Krulak, ameriški general marincev, * 4. marec 1942, Quantico, Virginija, ZDA.

## Življenjepis
Leta 1960 je diplomiral na Akademiji Phillipsa Exceterja (Exeter, New Hampshire), nakar se je vpisal na Pomorsko akademijo ZDA.
Na Pomorski akademiji ZDA je diplomiral leta 1964 iz inženirstva. Opravil je osnovno šolanje na The Basic School (Quantico, Virginija). Ima tudi magisterij iz »delavskih odnosov« na univerzi Georga Washingtona (1973), poleg tega je diplomiral še na Amphibious Warfare School (1968), na Army Command and General Staff College (1976) in na National War College (1982).
V svoji karieri je opravljal poveljniške dolžnosti:
- vodni poveljnik, ?,  Vietnam,
- 2x četni poveljnik, ?,  Vietnam,
- poveljnik specialističnega treninga in rekrutiranja, MCDR (1966–1968),
- poveljnik šole za protigverilsko bojevanje, NTA (Okinava, 1970),
- poveljujoči častnik na pomorski akademiji ZDA (1970–1973),
- poveljnik marinske posadke, Pomorska letalska postojanka, North Island, Kalifornija (1973–1976),
- poveljnik 3. bataljona 3. marinskega polka (1983–1985),
- poveljnik 10. marinske ekspedicijske brigade in asistent poveljnika 2. marinske divizije (julij 1989–junij 1990)
- poveljnik 6. marinske ekspedicijske brigade (1. junij 1990–12. julij 1991)

V svoji karieri je opravljal štabne dolžnosti:
- S-3, 2. bataljon 9. marinskega polka (1977–1978),
- načelnik sekcije za nadzor bojnih orožji, štab KMP ZDA (1978–1979,
- izvršilni častnik, 3. marinski polk (?),
- asistent načelnika štaba za razvrščanje pomorskih ladij, 1. MEB (?),
- asistent načelnika štaba, G-3, 1. MEB (?),
- vojaški asistent asistenta sekretarja za obrambo za poveljevanje, nadzor, zveze in obveščevalno dejavnost (?).
- namestnik direktorja vojaške pisarne Bele hiše (september 1987– 5. junij 1989),
- asistent namestnika štaba za človeške vire in rezervne zadeve (5. avgust 1991–?),
- poveljnik poveljništva za razvoj bojevanja KMP ZDA (24. avgust 1992–?),
- poveljnik pacifiških marinskih enot (22. julij 1994–?),
- komandant Korpusa mornariške pehote Združenih držav Amerike (1. julij 1995–30. junij 1999).

## Odlikovanja
- obrambna medalja za izjemno služenje,
- medalja za izjemno služenje,
- Srebrna zvezda,
- Bronasta zvezda z bojnim »V« in dvema zlatima zvezdama,
- Škrlatno srce z zlato zvezdo,
- trak za bojno akcijo,
- nacionalna medalja za obrambo služenje z bronasto zvezdo,
- medalja za služenje v Vietnamu s srebrno zvezdo in dvema bronastima zvezdama,
- medalja za osvoboditev Kuvajta,...

## Napredovanja
- brigadni general (5. junij 1989)
- generalmajor (20. marec 1992)
- generalporočnik (1. september 1992)
- general (29. junij 1995)